# Eatoniella caliginosa
Eatoniella caliginosa là một loài ốc biển nhỏ, là động vật thân mềm chân bụng sống ở biển trong họ Eatoniellidae.

## Miêu tả
Chiều dài tối đa của vỏ ốc được ghi nhận là 2,24 mm.

## Môi trường sống
Độ sâu tối thiểu được ghi nhận là 0 m. Độ sâu tối đa được ghi nhận là 41 m.